# Phương diện quân Dự bị Moskva
Phương diện quân Dự bị Moskva (tiếng Nga: Московский резервный фронт) là một tổ chức tác chiến chiến lược tạm thời của Hồng quân Liên Xô trong Thế chiến thứ hai. Tổ chức phương diện quân nhằm hỗ trợ phòng thủ Moskva trước sức tấn công của quân Đức, tuy nhiên nó chỉ chính thức tồn tại 3 ngày trước khi bị giải thể và nhập vào Phương diện quân Tây.

## Lịch sử
Phương diện quân Dự bị Moskva được thành lập theo chỉ thị của Đại bản doanh (Stavka) vào ngày 9 tháng 10 năm 1941 trên cơ sở tuyến phòng thủ của Moskva ở Volokolamsk, Mozhaisk, Maloyaroslavets, Kaluga và các khu vực phòng thủ kiên cố. Trung tướng Pavel Artemyev được chỉ định làm Tư lệnh phương diện quân. Lực lượng chủ lực cơ động của phương diện quân dự kiến là Tập đoàn quân 5. Tuy nhiên, đến ngày 12 tháng 10 năm 1941, để kết hợp tốt hơn các hành động trên hướng Tây, Bộ Tổng tư lệnh Tối cao đã ra chỉ thị giải thể Phương diện quân Dự bị Moskva, sát nhập các đơn vị trực thuộc vào Phương diện quân Tây.
Lãnh đạo phương diện quân
- Tư lệnh: Trung tướng Pavel Artemyev
- Ủy viên Hội đồng quân sự: Chính ủy Sư đoàn Konstantin Telegin
- Tham mưu trưởng: Thiếu tướng Aleksandr Kudryashov